# Canhabaque
Canhabaque, auch Roxa genannt, ist eine Insel im Osten des Bissagos-Archipels, der zu Guinea-Bissau gehört. Sie ist dem Verwaltungssektor Bubaque angegliedert.
Die Insel ist fast gänzlich von Mangrovenwäldern bewachsen. Auf der Insel gibt es 19 Dörfer, von denen Inorei das größte ist. Jedes Dorf gilt als eine unabhängige soziale Einheit.
Die Dorfbewohner von Inorei betrachten neben der Umgebung des Dorfes einige kleinere Inseln als Teil ihres Gebietes, darunter die Ilheus dos Porcos (Egubane, Anchurupi, Porcos) rund zwei Kilometer nördlich von Canhabaque.
Die Bijagos auf Canhabaque sind Traditionen, wie dem Matriarchat, im Vergleich zu den anderen Inseln des Archipels noch am meisten verhaftet.
1925 und 1936 wurden hier die letzten Rebellionen gegen die portugiesische Kolonialherrschaft niedergeschlagen. Das Massaker von 1936 kostete 35 Tote und 127 Verwundete unter den Bewohnern der Insel. 1500 Kolonialsoldaten besetzten die Insel, Männer wurden inhaftiert, Frauen und Kinder flohen auf die umliegenden Inseln.

## Bilder

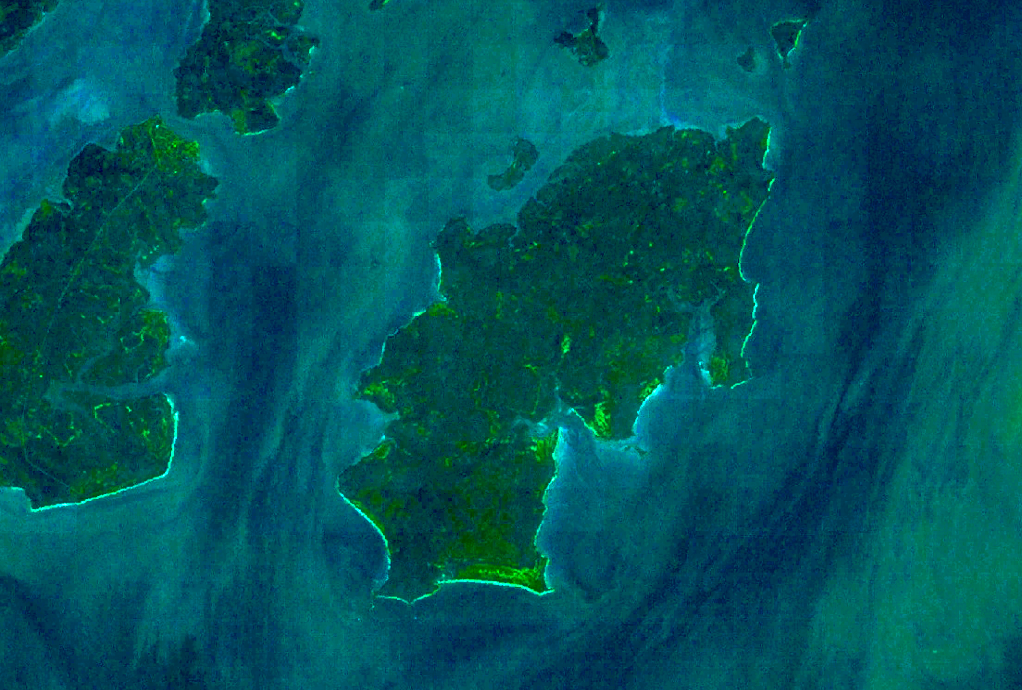
Satellitenfoto der Insel
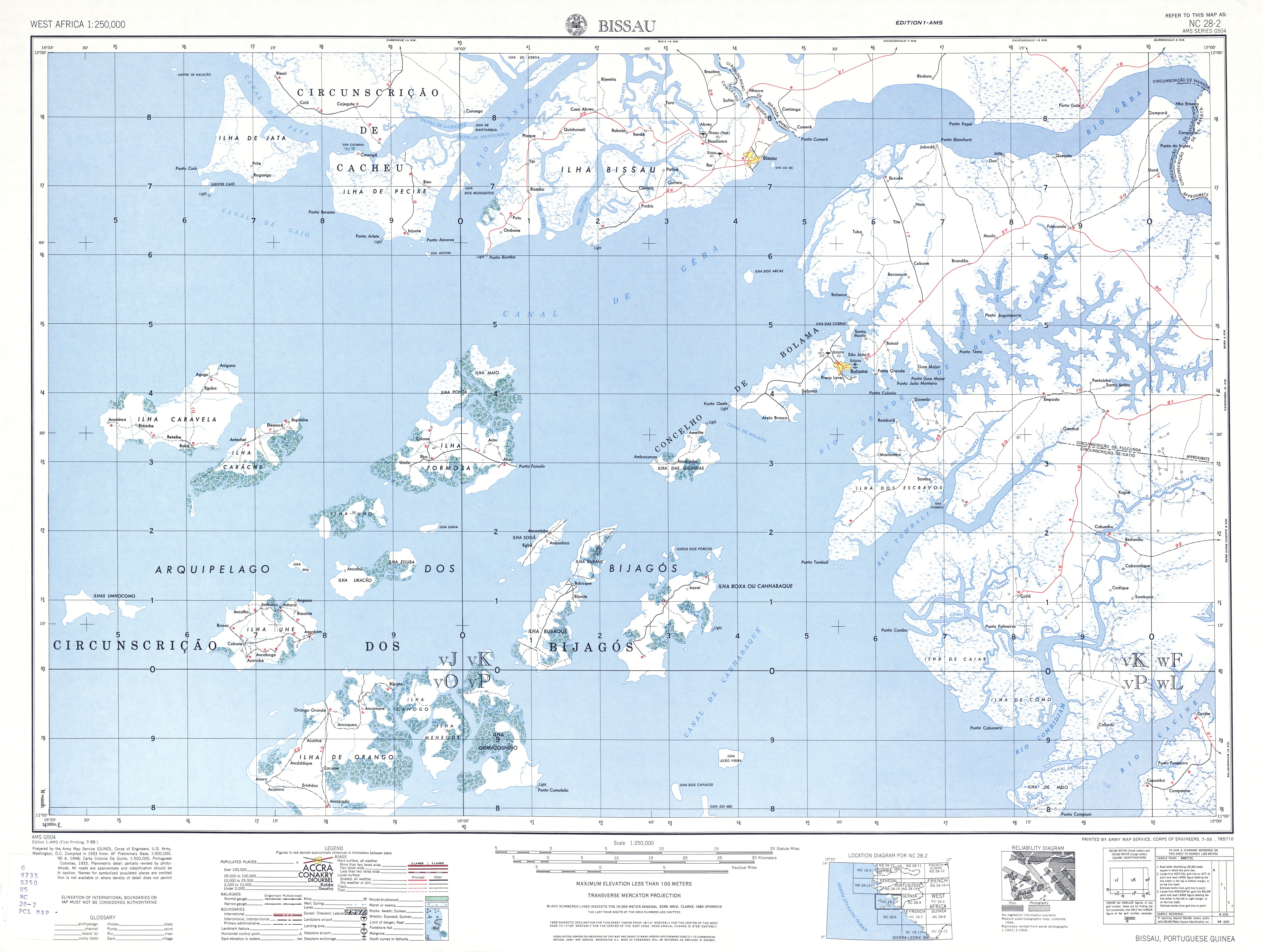
Karte des Bissagos-Archipels mit Ilha Roxa ou Canhabaque
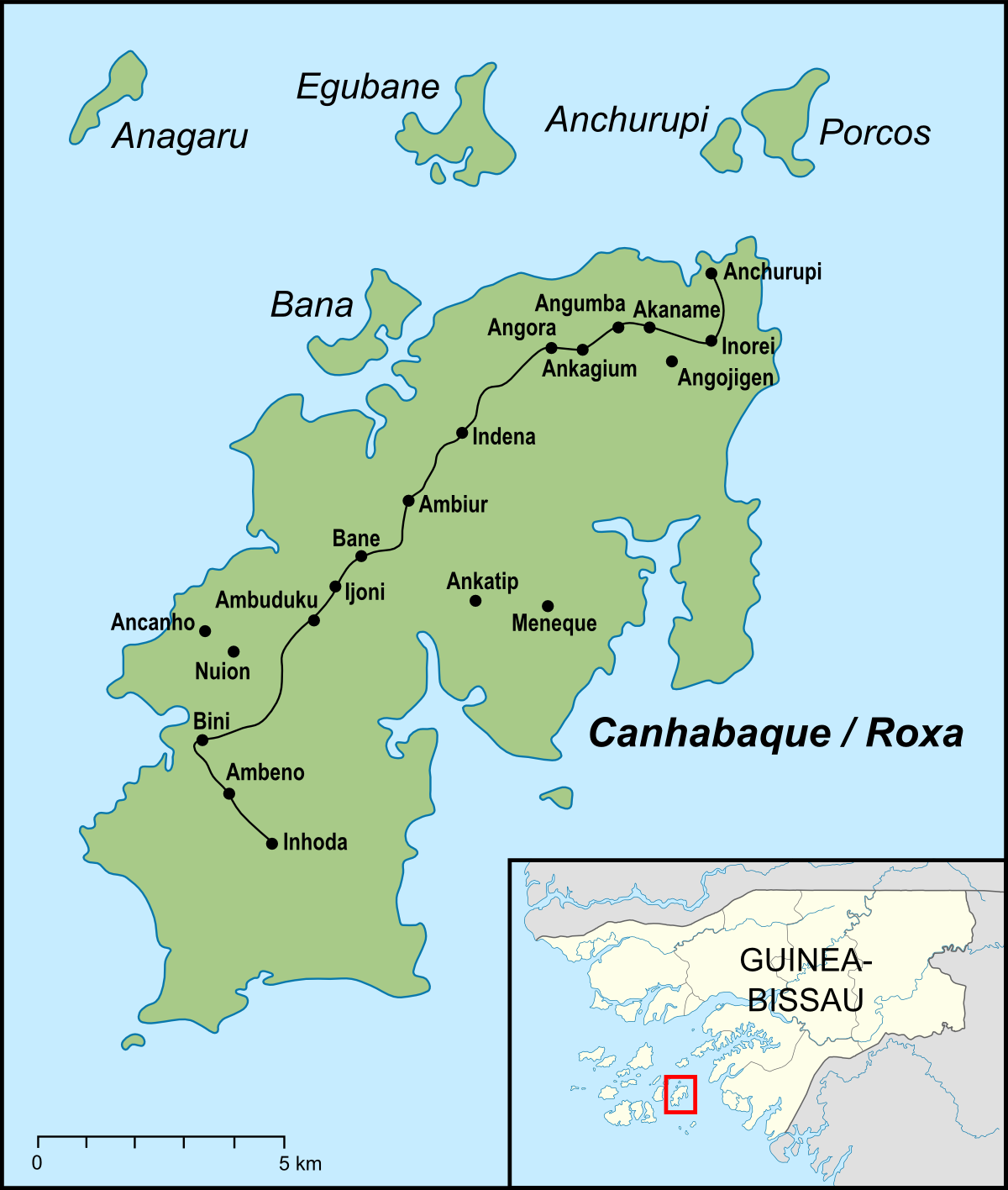
Die 19 Dörfer auf Canhabaque